# Plombières-les-Bains
Plombières-les-Bains és un municipi francès, situat al departament dels Vosges i a la regió del Gran Est. L'any 2007 tenia 1.955 habitants.

## Demografia

### Població
El 2007 la població de fet de Plombières-les-Bains era de 1.955 persones. Hi havia 816 famílies, de les quals 283 eren unipersonals (101 homes vivint sols i 182 dones vivint soles), 267 parelles sense fills, 234 parelles amb fills i 32 famílies monoparentals amb fills.
La població ha evolucionat segons el següent gràfic:
Habitants censats

### Habitatges
El 2007 hi havia 1.370 habitatges, 834 eren l'habitatge principal de la família, 391 eren segones residències i 146 estaven desocupats. 755 eren cases i 609 eren apartaments. Dels 834 habitatges principals, 517 estaven ocupats pels seus propietaris, 275 estaven llogats i ocupats pels llogaters i 42 estaven cedits a títol gratuït; 11 tenien una cambra, 61 en tenien dues, 163 en tenien tres, 257 en tenien quatre i 343 en tenien cinc o més. 438 habitatges disposaven pel capbaix d'una plaça de pàrquing. A 426 habitatges hi havia un automòbil i a 237 n'hi havia dos o més.

### Piràmide de població
La piràmide de població per edats i sexe el 2009 era:
| Homes | Edats   | Dones |
| ----- | ------- | ----- |
| 0     | 95 o +  | 8     |
| 0     | 90 a 94 | 20    |
| 16    | 85 a 89 | 48    |
| 12    | 80 a 84 | 16    |
| 36    | 75 a 79 | 80    |
| 72    | 70 a 74 | 40    |
| 68    | 65 a 69 | 80    |
| 28    | 60 a 64 | 64    |
| 60    | 55 a 59 | 20    |
| 64    | 50 a 54 | 80    |
| 80    | 45 a 49 | 72    |
| 56    | 40 a 44 | 56    |
| 72    | 35 a 39 | 68    |
| 60    | 30 a 34 | 56    |
| 68    | 25 a 29 | 48    |
| 60    | 20 a 24 | 24    |
| 68    | 15 a 19 | 56    |
| 56    | 10 a 14 | 72    |
| 32    | 5 a 9   | 32    |
| 24    | 0 a 4   | 20    |

## Economia
El 2007 la població en edat de treballar era de 1.185 persones, 887 eren actives i 298 eren inactives. De les 887 persones actives 765 estaven ocupades (422 homes i 343 dones) i 122 estaven aturades (56 homes i 66 dones). De les 298 persones inactives 88 estaven jubilades, 89 estaven estudiant i 121 estaven classificades com a «altres inactius».

### Ingressos
El 2009 a Plombières-les-Bains hi havia 807 unitats fiscals que integraven 1.828 persones, la mediana anual d'ingressos fiscals per persona era de 14.691 €.

### Activitats econòmiques
Dels 131 establiments que hi havia el 2007, 1 era d'una empresa extractiva, 3 d'empreses alimentàries, 5 d'empreses de fabricació d'altres productes industrials, 15 d'empreses de construcció, 33 d'empreses de comerç i reparació d'automòbils, 4 d'empreses de transport, 28 d'empreses d'hostatgeria i restauració, 2 d'empreses d'informació i comunicació, 3 d'empreses financeres, 13 d'empreses immobiliàries, 5 d'empreses de serveis, 10 d'entitats de l'administració pública i 9 d'empreses classificades com a «altres activitats de serveis».
Dels 34 establiments de servei als particulars que hi havia el 2009, 1 era una oficina d'administració d'Hisenda pública, 1 gendarmeria, 1 oficina de correu, 1 una oficina bancària, 1 funerària, 3 tallers de reparació d'automòbils i de material agrícola, 2 paletes, 4 guixaires pintors, 2 fusteries, 2 lampisteries, 2 electricistes, 2 empreses de construcció, 1 perruqueria, 7 restaurants i 4 agències immobiliàries.
Dels 18 establiments comercials que hi havia el 2009, 1 era un supermercat, 2 botiges de menys de 120 m², 4 fleques, 1 una fleca, 2 llibreries, 3 botigues de roba, 1 una botiga d'equipament de la llar, 1 una sabateria, 1 una botiga de mobles, 1 una perfumeria i 1 una joieria.
L'any 2000 a Plombières-les-Bains hi havia 58 explotacions agrícoles que ocupaven un total de 1.431 hectàrees.

## Equipaments sanitaris i escolars
L'únic equipament sanitari que hi havia el 2009 era una farmàcia.
El 2009 hi havia 2 escoles elementals. Plombières-les-Bains disposava d'un col·legi d'educació secundària

## Poblacions més properes
El següent diagrama mostra les poblacions més properes.